# Каширинский (остановочный пункт)
Каши́ринский — остановочный пункт Златоустовского региона Южно-Уральской железной дороги на линии Златоуст — Челябинск-Главный. Остановки пригородных поездов до Челябинска, Златоуста, Миасса, Кропачёво. Прежнее название (значится в книжках расписаний до 1986 года) — о.п. 2026 км.
Находится на территории города Чебаркуля. Назван в честь Героя Советского Союза Алексея Ивановича Каширина, 23 января 1945 года закрыл своим телом амбразуру вражеского ДЗОТа. Рядом с остановочным пунктом расположена военная часть, А. И. Каширин навечно зачислен в списки воинской части[уточнить].